# Schmidheiny (Familie)
Die Herkunft der Familie aus Balgach im schweizerischen Kanton St. Gallen lässt sich bis ins 17. Jahrhundert zurückverfolgen.
Die Familiendynastie Schmidheiny war eine Unternehmerfamilie, die sich aus dem Schneidergewerbe kommend innerhalb weniger Generationen zu einem weit diversifizierten Anbieter in verschiedenen Branchen entwickeln konnte. Neben Grundstoffen wie Ziegel und Beton gehörten auch Feinmechanik sowie aus dem tertiären Sektor Handel, Dienstleistungen und Finanzanlagen zum Kerngeschäft. Die Familienmitglieder sind bei den früher bekannten Industriebeteiligungen nicht mehr aktiv tätig.

## Die Anfänge

### Jacob Schmidheiny I.
Jacob Schmidheiny (ursprünglich Jakob Schmidheini) wurde als Sohn des Dorfschneiders Hansjakob Schmidheini von Balgach und der Katharina, geb. Nüesch, am 25. Juni 1838 geboren. Er war ein schwächliches Kind und musste früh hart arbeiten. Mit fünf Jahren infizierte er sich mit Pocken, wodurch er anfangs zum Invaliden wurde und nur unter Schmerzen gehen konnte. Im Alter von 15 Jahren hat Jacob Schmidheiny die Ausbildung zum Seidenweber in Teufen abgeschlossen. Mit 22 Jahren begann Schmidheiny in der Seidenweberei von Sorntal (Gemeinden Waldkirch und Niederbüren) zu arbeiten. Nachdem er mehrmals nicht befördert worden war, weil man ihm Kollegen mit besserer Schulbildung vorzog, holte er die versäumte Bildung, die sich seine Eltern nicht leisten konnten, im Alter von 25 Jahren nach. Er hatte das Ziel, Fabrikant zu werden. Nachdem Schmidheiny doch noch befördert wurde, aber nur unter Schmerzen arbeiten konnte, liess er sich operieren und machte anschliessend eine Kur.

### Aufstieg zum Unternehmer und Schlossherrn
Mit 27 kaufte Jacob Schmidheiny die leerstehende Hafnerei an der Landstrasse zwischen Balgach und Rebstein und begann eine Karriere als Weberei-Unternehmer. Schnell machte er sich einen Namen und konnte Stoffe bis ins nahe Südbayern liefern.  Von Prof. Karl Völker (* 1796, deutscher Emigrant aus Eisenach) konnte er am 7. Januar 1867, im Alter von 28 Jahren, gegen Anzahlung von 1000 Fr. das Schloss Heerbrugg erwerben, welches von Karl Völker nur noch als landwirtschaftliches Versuchsinstitut betrieben wurde. Zum Schloss gehörte auch eine kleine Ziegelei, welche Karl Völker bereits 1856 errichtet hatte. Die Ziegelei legte den Grundstein für zahlreiche Unternehmen, unter anderem die Holcim Ltd., den zweitgrössten Zementproduzenten der Welt.

## Grundstoffindustrien

### Ziegelproduktion
Der Ofen der kleinen Ziegelei am Fuss des Schloss Heerbrugg war noch vom Vorbesitzer Karl Völker vorhanden und wurde ein Jahr später durch einen moderneren Rundofen ersetzt. 1874 kaufte Schmidheiny die abgebrannte Moser′sche Ziegelei in Espenmoos, die er ab 1876 maschinisierte.:39 In den 1880er Jahren führte er in seinem Werk in Heerbrugg zur Verbesserung der Produktionskosten die Wasserkraft ein. Nach dem Kauf einiger Quellen und dem Bau eines 380 Meter höher gelegenen Reservoirs leitete er in Röhren das Wasser zu seinem Werk. Ein Besuch in Westfalen lehrte Schmidheiny ein Produktionsverfahren, das einige Arbeitsschritte auslassend trotzdem erfolgreich hochwertige Ziegelproduktion gewährleistete und das er anschliessend auch bei sich einführte. Ausserdem entwickelte er daraufhin die Strangfalzziegel-Methode, bei der die unaufhörlich strömende, geformte Ziegelmasse lediglich geschnitten und sofort gebrannt werden musste, eine Technik, die jetzt 600 bis 800 Ziegel pro Stunde ermöglichte. Zwischen 1870 und 1900 steigerte er so die Jahresproduktion von 250'000 auf 25 Mio. Stück. Von seinen anderen Erfindungen ist der Mehrfache Kollergang zu erwähnen, bei dem mehrere, übereinander liegende Walzen in einem Arbeitsgang die gewünschte Rohmasse herstellen konnten. Diese Maschine erfuhr einen regelrechten Siegeszug durch Europa. Die Berliner Tonindustrie-Zeitung meinte dazu, dass diese Erfindung „für unsere Ziegeleien mit ihrem ungemein verschiedenen Rohstoff einen wichtigen Fortschritt“ bedeute. In dieser Zeit arbeitete er mit der Giesserei und Maschinenfabrik Adolf Bühler in Uzwil zusammen, die gerade von Adolf Bühler senior auf seinen ältesten Sohn Gustav Adolf Bühler überging.:21f. Ab 1903 amtierte Jacob Schmidheiny auch als Präsident des Verbandes schweizerischer Ziegler.
Mitte der 1880er Jahre nahm Schmidheiny zusammen mit dem Bernecker Kaufmann C. Anton Lutz (1852–1925) den Bau einer Überlandstrassenbahn in Angriff, die ab 1897 als Rheintalische Strassenbahnen den Betrieb aufnahm. Zu seiner Funktion als Konzessionär war er Präsident des Verwaltungsrates des Unternehmens Elektrische Strassenbahn Altstätten-Berneck (ABB), in seinen letzten beiden Lebensjahren ihr Vizepräsident. Trotz enormer Kraftanstrengung bekannte er nach fast 20-jähriger Planungs- und Bauzeit: „Der Bau der Strassenbahn hat mir mehr Verdruss als Freude gemacht. Dennoch habe ich es nie bereut, für dieses so nützliche Werk so eifrig gearbeitet zu haben.“:24f. Neben dieser ausserberuflichen Tätigkeit ist Jacob Schmidheiny noch zahlreiche weitere Verpflichtungen und Ehrenämter eingegangen. Zu nennen sind insbesondere die Gemeinde-, Schul- und Kirchenratstätigkeiten in Balgach sowie ab 1891 bis zu seinem Tod 1905 seine Mitgliedschaft im St. Galler Kantonsparlament.
1907, nach dem Tod Jacobs, teilen sich die beiden Söhne Ernst I. und Jacob II. den Betrieb, den sie in Jacob Schmidheiny Söhne umbenennen. Dabei hat sie ihr Vater zuvor noch eindringlich ermahnen müssen, überhaupt in das Ziegelgeschäft einzutreten. Ab 1912, in dem die Zürcher Ziegeleien und die Aargauische Portlandcementfabrik Holderbank-Wildegg entstehen, trennen sich die Wege der Brüder. 1925 trennt sich Ernst endgültig von den Ziegeleien.

### Zementindustrie

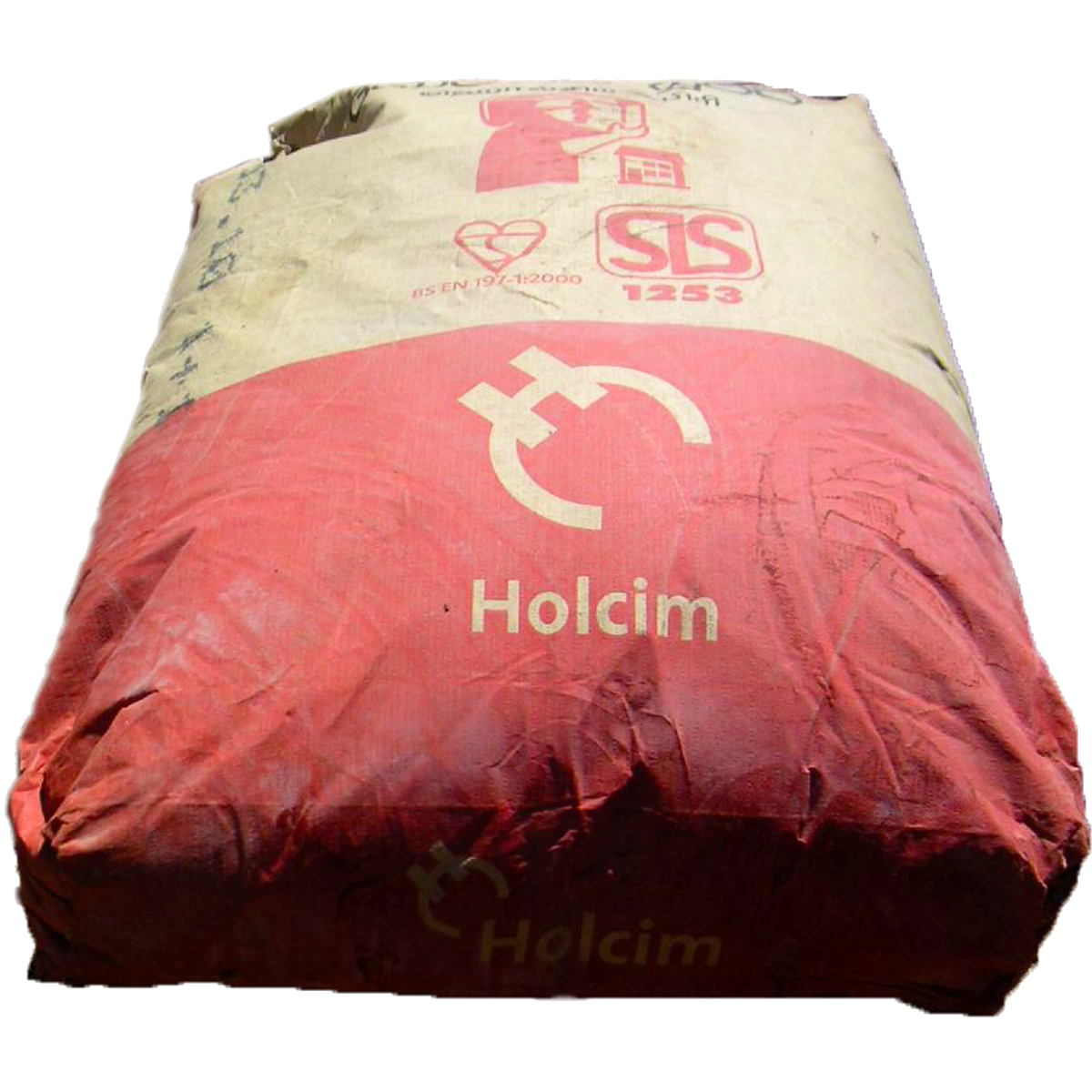
Mexikanischer Zementsack

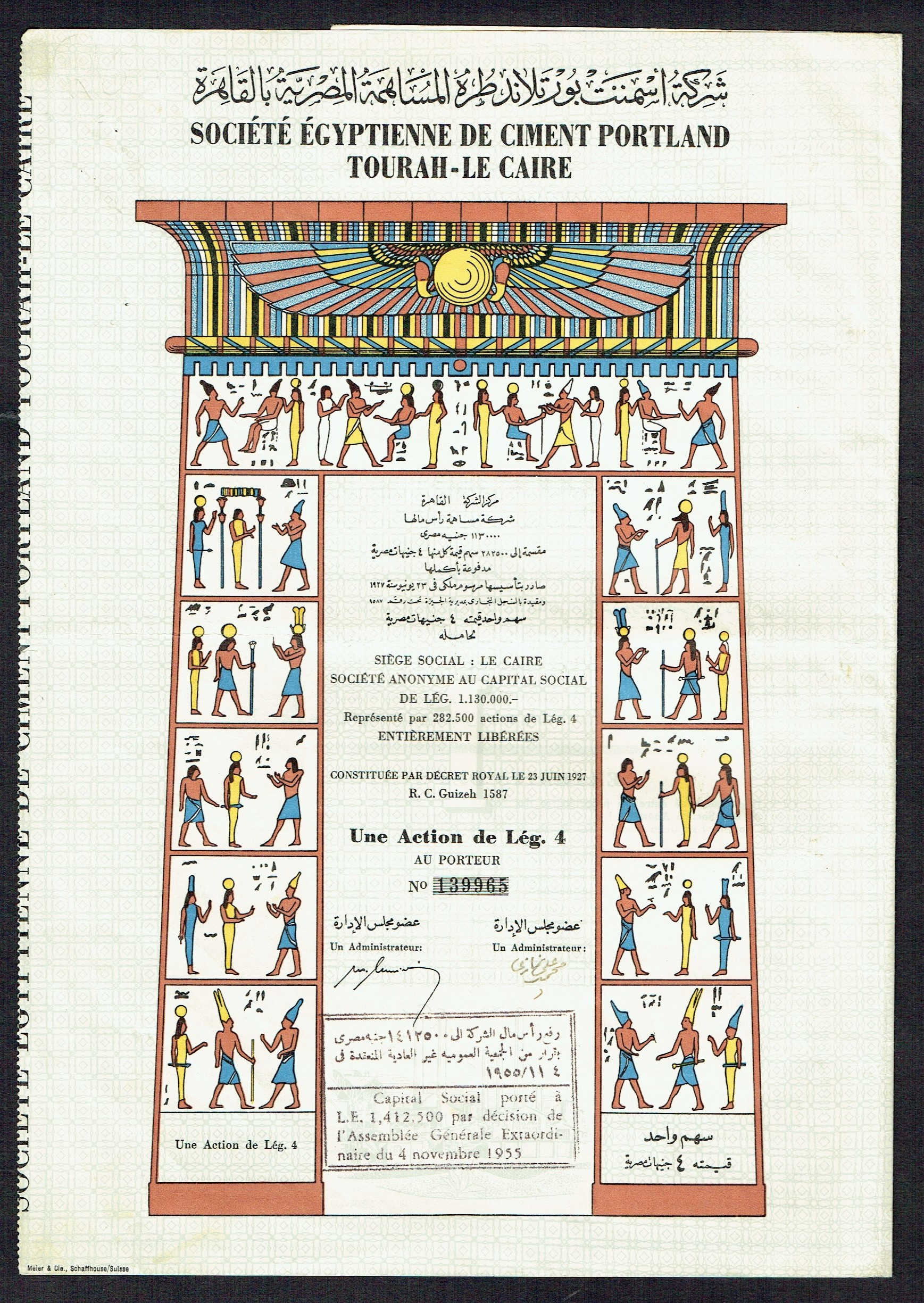
Gründeraktie der Soc. Égyptienne de Ciment Portland Tourah-Le Caire vom 23. Juni 1927

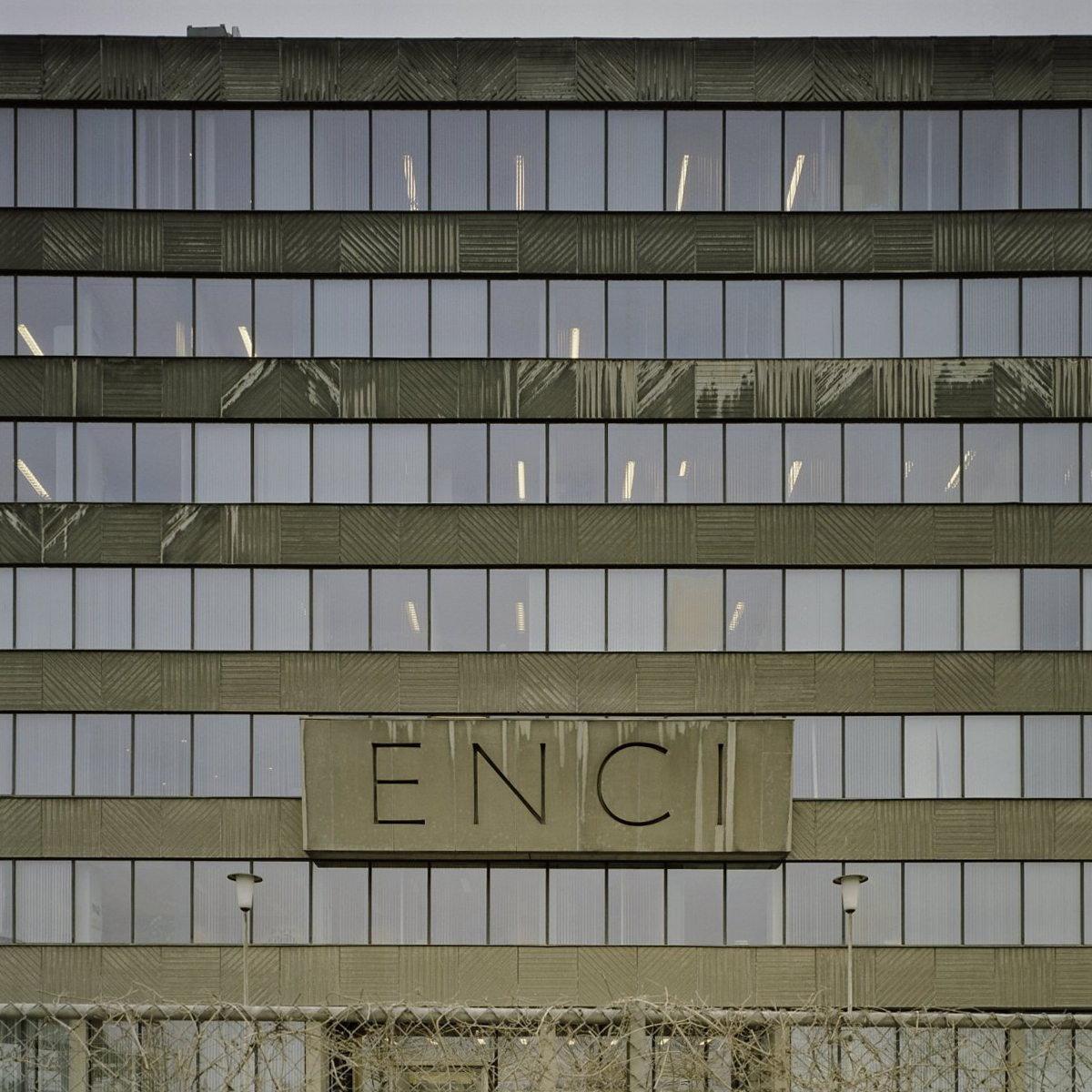
ENCI bei Maastricht

Schon Vater Jacob hatte in Unterterzen eine Beteiligung an einem Zementwerk erworben und vererbt, Sohn Ernst gründete 1906 in seinem Heimatkanton, in Rüthi, die Rheintalische Cementfabrik Rüthi. Der Übergang zu dem „Baustoff des 20. Jahrhunderts“ ist Jacobs Erstgeborenem Ernst (* 1871) zu verdanken, der zunächst in das väterliche Geschäft einstieg, aber von Anfang an seine eigenen Akzente setzte. Dazu gehörten frühe, mehrjährige Italien- und Englandaufenthalte des jungen Oberstleutnants. Wie sein Vater engagierte auch er sich in gemeinnützigen Aufgaben, wie zunächst der Freiwilligen Feuerwehr Balgach, im dortigen Gemeinderat, ab 1905 im Sankt Galler Kantonsrat, von 1911 bis 1919 im Nationalrat. Zudem war er ebenfalls ein Verfechter der Wasserkraft und vertrat die Meinung, sie gehöre in die Öffentliche Hand, die die entsprechenden gegenseitigen Interessen zu wahren hätte. Ernst wurde 1905 Verwaltungskommissionsvizepräsident der kantonseigenen Elektrischen Kraftversorgung Bodensee-Thurtal und 1914 der St. Gallisch-Appenzellische Kraftwerke (SAK).
Entsprechend entwickelten sich seine Bekanntheit und seine Interessen in diese Richtung. 1912 wurde er in den Verwaltungsrat der Motor AG für angewandte Elektrizität und ein Jahr später der Glarner Columbus AG bestimmt, die 1923 fusionierten. Letztere hatte einen starken Südamerika-Zweig. Beide Unternehmen waren sehr aktiv im Wasserkraftwerksbau. Mit der erfolgreichen Kartellisierung zur Genossenschaft E.G. Portland 1910 setzt Ernst ein Zeichen, wie das junge, aber stark im Preiskampf stehende Geschäft funktionieren muss.
Ein Kontakt zu dem aus Ungarn stammenden Zürcher Universitätsprofessor Ludwig von Tetmajer, der nach dem Eisenbahnunfall von Münchenstein die Initiative zur späteren Eidgenössischen Materialprüfungsanstalt gegeben hatte, brachte Schmidheiny die Erkenntnis, dass der ursprünglich im englischen Portland hergestellte Portland-Stein – beziehungsweise dessen Gesteinsmehl – ein wichtiger Baustoff werden sollte. 1912 wurde die Aargauische Portlandcementfabrik Holderbank-Wildegg in Holderbank im Aargau gegründet, die seit Mai 2001 unter dem Namen Holcim firmiert und heute der grösste Baustoffhändler der Welt mit einer Produktion in 50 Ländern ist.
In den 1920er Jahren erfolgte die Internationalisierung. 1922 entstand eine erste Zementfabrik südlich von Paris, Mitte der 1920er Jahre expandierte Ernst in den Nahen Osten: Dort baute er 1929 die moderne Zementfabrik im ägyptischen Tura, die heute noch zu den grössten Unternehmen in Ägypten zählt. Es folgte mit der Ciments d'Obourg der Teilerwerb einer Fabrik in Belgien und mit der Eerste Nederlandsche Cement Industrie (ENCI) in den Niederlanden sowie weitere Werke. Während des Zweiten Weltkriegs teilten Ernsts I. beiden Söhne Ernst (1902–1985) und Max (1908–1991) die Schweiz unter sich in zwei Hemisphären auf, um einer für möglich gehaltenen Aufspaltung des Landes gewappnet zu sein. Max blieb dabei in der Ostschweiz und kooperierte mit den Deutschen, Ernst II. ging in die Westschweiz und arbeitete mit den Alliierten zusammen. Auch begann in dieser Zeit die Diversifizierung ins südliche Afrika, wenig später nach Nord- und Südamerika, womit das Weltmarkt-Risiko minimiert werden sollte. Max’ Söhne Thomas (* 1945) und Stephan (* 1947) schliesslich trennten das Zement- und das Eternitgeschäft.
Unmittelbar nach dem Zweiten Weltkrieg begann die Firmen-Expansion nach Amerika, ab den 1970er Jahren nach Mittel- und Fernost; Indien folgte erst 2005, Australien 2009.

## Diversifizierungen
Mit der Übernahme der Aktienmehrheit am Maschinen- und Turbinenbauunternehmen Escher Wyss AG in Zürich 1937, seit 1969 Sulzer AG, stieg Jacob II. in eine breitangelegte Unternehmerschaft ein. Es folgt eine Vielzahl weiterer Firmen, an denen Mehrheits-Beteiligungen erworben oder Führungspositionen errungen wurden: BBC, heute ABB, SMH (Swatch Group), Wild Heerbrugg, heute Leica Geosystems und Leica Microsystems, der Messinstrumentebauer Landis+Gyr und die Fluggesellschaft Swissair.
Die Zürcher Ziegeleien hatten sich im Laufe der Zeit mehr und mehr Geschäftsfeldern gewidmet und zu einer börsennotierten Holding entwickelt. Zum Portfolio gehörten Systeme für Blechbearbeitung, Systeme für Glasbearbeitung, Schaumstoffe, Sportartikel mit der Mammut Sports Group, Grafische Beschichtungen und Immobilien. Zum 100-jährigen Bestehen benannte sich das Unternehmen in Conzzeta um. Diese Diversifikation wurde jedoch in der Folge rückgängig gemacht bis 2021 nur noch die Blechbearbeitung übrig blieb und die Firma Conzzeta in Bystronic umbenannt wurde.
Thomas Schmidheiny ist als Mitglied des Verwaltungsrats mit über 70 % an der Grand Resort Bad Ragaz Gruppe beteiligt.

## Asbest-Urteil
Mitte November 2014 annullierte das italienische Kassationsgericht auf Antrag der Staatsanwaltschaft das vorinstanzliche Urteil im Fall Asbest und erklärte die Vorwürfe für verjährt. Die 1906 gegründete genuesische Firma, die Stephan Schmidheiny vor Gericht vertrat, war durch Kapitalerhöhung 1973 in den Besitz der Schmidheinys gelangt und 1984 wegen schlechter wirtschaftlicher Lage unter Zwangsverwaltung gestellt worden. Vor Gericht stand Stephan, Enkel von Ernst (* 1871), der sich sein Leben lang für die Vermeidung und Beseitigung der Schäden durch diesen Giftstoff eingesetzt hat. Von Beginn seiner Tätigkeit in diesem Bereich an, 1976, hat Stephan für die Reduktion der Umwelt- und Gefahrenbelastung gearbeitet. Sein Ausstieg aus dem Eternit-Geschäft Mitte der 1980er Jahre hat ihn doch noch 35 Jahre beschäftigt.

## Werke
- Charles O. Holliday, Stephan Schmidheiny, Philip Watts: Walking the talk: the business case for sustainable development. World Business Council for Sustainable Development, Greenleaf Publishing Sheffield 2002, ISBN 1-57675-234-8.

## Stammbaum
|  |  |                        |                        |                        |                        |                        |                        |  |  |                              |                              |                              |                              |                                    |                                    |                                    |                                    |                                    |                                    |                                   |                                   |                                   |                                   |                             |                             | Jacob Schmidheiny I. (1838–1905) | Jacob Schmidheiny I. (1838–1905) | Jacob Schmidheiny I. (1838–1905) | Jacob Schmidheiny I. (1838–1905) | Jacob Schmidheiny I. (1838–1905) | Jacob Schmidheiny I. (1838–1905) |                              |                              | Elise Schmidheiny geb. Kaufmann | Elise Schmidheiny geb. Kaufmann | Elise Schmidheiny geb. Kaufmann | Elise Schmidheiny geb. Kaufmann | Elise Schmidheiny geb. Kaufmann   | Elise Schmidheiny geb. Kaufmann   |                                   |                                   |                                   |                                   |                                   |                                   |                                   |                                   |  |  |                         |                         |                         |                         |                         |                         |  |  |                    |                    |                    |                    |                    |                    |
|  |  |                        |                        |                        |                        |                        |                        |  |  |                              |                              |                              |                              |                                    |                                    |                                    |                                    |                                    |                                    |                                   |                                   |                                   |                                   |                             |                             | Jacob Schmidheiny I. (1838–1905) | Jacob Schmidheiny I. (1838–1905) | Jacob Schmidheiny I. (1838–1905) | Jacob Schmidheiny I. (1838–1905) | Jacob Schmidheiny I. (1838–1905) | Jacob Schmidheiny I. (1838–1905) |                              |                              | Elise Schmidheiny geb. Kaufmann | Elise Schmidheiny geb. Kaufmann | Elise Schmidheiny geb. Kaufmann | Elise Schmidheiny geb. Kaufmann | Elise Schmidheiny geb. Kaufmann   | Elise Schmidheiny geb. Kaufmann   |                                   |                                   |                                   |                                   |                                   |                                   |                                   |                                   |  |  |                         |                         |                         |                         |                         |                         |  |  |                    |                    |                    |                    |                    |                    |
|  |  |                        |                        |                        |                        |                        |                        |  |  |                              |                              |                              |                              |                                    |                                    |                                    |                                    |                                    |                                    |                                   |                                   |                                   |                                   |                             |                             |                                  |                                  |                                  |                                  |                                  |                                  |                              |                              |                                 |                                 |                                 |                                 |                                   |                                   |                                   |                                   |                                   |                                   |                                   |                                   |                                   |                                   |  |  |                         |                         |                         |                         |                         |                         |  |  |                    |                    |                    |                    |                    |                    |
|  |  |                        |                        |                        |                        |                        |                        |  |  |                              |                              |                              |                              |                                    |                                    |                                    |                                    |                                    |                                    |                                   |                                   |                                   |                                   |                             |                             |                                  |                                  |                                  |                                  |                                  |                                  |                              |                              |                                 |                                 |                                 |                                 |                                   |                                   |                                   |                                   |                                   |                                   |                                   |                                   |                                   |                                   |  |  |                         |                         |                         |                         |                         |                         |  |  |                    |                    |                    |                    |                    |                    |
|  |  |                        |                        |                        |                        |                        |                        |  |  | Vera Schmidheiny geb. Kuster | Vera Schmidheiny geb. Kuster | Vera Schmidheiny geb. Kuster | Vera Schmidheiny geb. Kuster | Vera Schmidheiny geb. Kuster       | Vera Schmidheiny geb. Kuster       |                                    |                                    | Ernst Schmidheiny I. (1871–1935)   | Ernst Schmidheiny I. (1871–1935)   | Ernst Schmidheiny I. (1871–1935)  | Ernst Schmidheiny I. (1871–1935)  | Ernst Schmidheiny I. (1871–1935)  | Ernst Schmidheiny I. (1871–1935)  |                             |                             |                                  |                                  |                                  |                                  |                                  |                                  |                              |                              |                                 |                                 |                                 |                                 |                                   |                                   |                                   |                                   | Jacob Schmidheiny II. (1875–1955) | Jacob Schmidheiny II. (1875–1955) | Jacob Schmidheiny II. (1875–1955) | Jacob Schmidheiny II. (1875–1955) | Jacob Schmidheiny II. (1875–1955) | Jacob Schmidheiny II. (1875–1955) |  |  | Fanny Schmidheiny-Alder | Fanny Schmidheiny-Alder | Fanny Schmidheiny-Alder | Fanny Schmidheiny-Alder | Fanny Schmidheiny-Alder | Fanny Schmidheiny-Alder |  |  |                    |                    |                    |                    |                    |                    |
|  |  |                        |                        |                        |                        |                        |                        |  |  | Vera Schmidheiny geb. Kuster | Vera Schmidheiny geb. Kuster | Vera Schmidheiny geb. Kuster | Vera Schmidheiny geb. Kuster | Vera Schmidheiny geb. Kuster       | Vera Schmidheiny geb. Kuster       |                                    |                                    | Ernst Schmidheiny I. (1871–1935)   | Ernst Schmidheiny I. (1871–1935)   | Ernst Schmidheiny I. (1871–1935)  | Ernst Schmidheiny I. (1871–1935)  | Ernst Schmidheiny I. (1871–1935)  | Ernst Schmidheiny I. (1871–1935)  |                             |                             |                                  |                                  |                                  |                                  |                                  |                                  |                              |                              |                                 |                                 |                                 |                                 |                                   |                                   |                                   |                                   | Jacob Schmidheiny II. (1875–1955) | Jacob Schmidheiny II. (1875–1955) | Jacob Schmidheiny II. (1875–1955) | Jacob Schmidheiny II. (1875–1955) | Jacob Schmidheiny II. (1875–1955) | Jacob Schmidheiny II. (1875–1955) |  |  | Fanny Schmidheiny-Alder | Fanny Schmidheiny-Alder | Fanny Schmidheiny-Alder | Fanny Schmidheiny-Alder | Fanny Schmidheiny-Alder | Fanny Schmidheiny-Alder |  |  |                    |                    |                    |                    |                    |                    |
|  |  |                        |                        |                        |                        |                        |                        |  |  |                              |                              |                              |                              |                                    |                                    |                                    |                                    |                                    |                                    |                                   |                                   |                                   |                                   |                             |                             |                                  |                                  |                                  |                                  |                                  |                                  |                              |                              |                                 |                                 |                                 |                                 |                                   |                                   |                                   |                                   |                                   |                                   |                                   |                                   |                                   |                                   |  |  |                         |                         |                         |                         |                         |                         |  |  |                    |                    |                    |                    |                    |                    |
|  |  |                        |                        |                        |                        |                        |                        |  |  |                              |                              |                              |                              |                                    |                                    |                                    |                                    |                                    |                                    |                                   |                                   |                                   |                                   |                             |                             |                                  |                                  |                                  |                                  |                                  |                                  |                              |                              |                                 |                                 |                                 |                                 |                                   |                                   |                                   |                                   |                                   |                                   |                                   |                                   |                                   |                                   |  |  |                         |                         |                         |                         |                         |                         |  |  |                    |                    |                    |                    |                    |                    |
|  |  | Vera-Lydia (1897–1981) | Vera-Lydia (1897–1981) | Vera-Lydia (1897–1981) | Vera-Lydia (1897–1981) | Vera-Lydia (1897–1981) | Vera-Lydia (1897–1981) |  |  | Marie-Luise (1900–1981)      | Marie-Luise (1900–1981)      | Marie-Luise (1900–1981)      | Marie-Luise (1900–1981)      | Marie-Luise (1900–1981)            | Marie-Luise (1900–1981)            |                                    |                                    | Ernst Schmidheiny II. (1902–1985)  | Ernst Schmidheiny II. (1902–1985)  | Ernst Schmidheiny II. (1902–1985) | Ernst Schmidheiny II. (1902–1985) | Ernst Schmidheiny II. (1902–1985) | Ernst Schmidheiny II. (1902–1985) |                             |                             | Max Schmidheiny (1908–1991)      | Max Schmidheiny (1908–1991)      | Max Schmidheiny (1908–1991)      | Max Schmidheiny (1908–1991)      | Max Schmidheiny (1908–1991)      | Max Schmidheiny (1908–1991)      |                              |                              | Nelly-Helen Schmidheiny         | Nelly-Helen Schmidheiny         | Nelly-Helen Schmidheiny         | Nelly-Helen Schmidheiny         | Nelly-Helen Schmidheiny           | Nelly-Helen Schmidheiny           |                                   |                                   | Peter Schmidheiny (1908–2001)     | Peter Schmidheiny (1908–2001)     | Peter Schmidheiny (1908–2001)     | Peter Schmidheiny (1908–2001)     | Peter Schmidheiny (1908–2001)     | Peter Schmidheiny (1908–2001)     |  |  | Marianne Schmidheiny    | Marianne Schmidheiny    | Marianne Schmidheiny    | Marianne Schmidheiny    | Marianne Schmidheiny    | Marianne Schmidheiny    |  |  | Ursula Schmidheiny | Ursula Schmidheiny | Ursula Schmidheiny | Ursula Schmidheiny | Ursula Schmidheiny | Ursula Schmidheiny |
|  |  | Vera-Lydia (1897–1981) | Vera-Lydia (1897–1981) | Vera-Lydia (1897–1981) | Vera-Lydia (1897–1981) | Vera-Lydia (1897–1981) | Vera-Lydia (1897–1981) |  |  | Marie-Luise (1900–1981)      | Marie-Luise (1900–1981)      | Marie-Luise (1900–1981)      | Marie-Luise (1900–1981)      | Marie-Luise (1900–1981)            | Marie-Luise (1900–1981)            |                                    |                                    | Ernst Schmidheiny II. (1902–1985)  | Ernst Schmidheiny II. (1902–1985)  | Ernst Schmidheiny II. (1902–1985) | Ernst Schmidheiny II. (1902–1985) | Ernst Schmidheiny II. (1902–1985) | Ernst Schmidheiny II. (1902–1985) |                             |                             | Max Schmidheiny (1908–1991)      | Max Schmidheiny (1908–1991)      | Max Schmidheiny (1908–1991)      | Max Schmidheiny (1908–1991)      | Max Schmidheiny (1908–1991)      | Max Schmidheiny (1908–1991)      |                              |                              | Nelly-Helen Schmidheiny         | Nelly-Helen Schmidheiny         | Nelly-Helen Schmidheiny         | Nelly-Helen Schmidheiny         | Nelly-Helen Schmidheiny           | Nelly-Helen Schmidheiny           |                                   |                                   | Peter Schmidheiny (1908–2001)     | Peter Schmidheiny (1908–2001)     | Peter Schmidheiny (1908–2001)     | Peter Schmidheiny (1908–2001)     | Peter Schmidheiny (1908–2001)     | Peter Schmidheiny (1908–2001)     |  |  | Marianne Schmidheiny    | Marianne Schmidheiny    | Marianne Schmidheiny    | Marianne Schmidheiny    | Marianne Schmidheiny    | Marianne Schmidheiny    |  |  | Ursula Schmidheiny | Ursula Schmidheiny | Ursula Schmidheiny | Ursula Schmidheiny | Ursula Schmidheiny | Ursula Schmidheiny |
|  |  |                        |                        |                        |                        |                        |                        |  |  |                              |                              |                              |                              |                                    |                                    |                                    |                                    |                                    |                                    |                                   |                                   |                                   |                                   |                             |                             |                                  |                                  |                                  |                                  |                                  |                                  |                              |                              |                                 |                                 |                                 |                                 |                                   |                                   |                                   |                                   |                                   |                                   |                                   |                                   |                                   |                                   |  |  |                         |                         |                         |                         |                         |                         |  |  |                    |                    |                    |                    |                    |                    |
|  |  |                        |                        |                        |                        |                        |                        |  |  |                              |                              |                              |                              |                                    |                                    |                                    |                                    |                                    |                                    |                                   |                                   |                                   |                                   |                             |                             |                                  |                                  |                                  |                                  |                                  |                                  |                              |                              |                                 |                                 |                                 |                                 |                                   |                                   |                                   |                                   |                                   |                                   |                                   |                                   |                                   |                                   |  |  |                         |                         |                         |                         |                         |                         |  |  |                    |                    |                    |                    |                    |                    |
|  |  |                        |                        |                        |                        |                        |                        |  |  |                              |                              |                              |                              | Adda Marietta Schmidheiny (* 1944) | Adda Marietta Schmidheiny (* 1944) | Adda Marietta Schmidheiny (* 1944) | Adda Marietta Schmidheiny (* 1944) | Adda Marietta Schmidheiny (* 1944) | Adda Marietta Schmidheiny (* 1944) |                                   |                                   | Thomas Schmidheiny (* 1945)       | Thomas Schmidheiny (* 1945)       | Thomas Schmidheiny (* 1945) | Thomas Schmidheiny (* 1945) | Thomas Schmidheiny (* 1945)      | Thomas Schmidheiny (* 1945)      |                                  |                                  | Stephan Schmidheiny (* 1947)     | Stephan Schmidheiny (* 1947)     | Stephan Schmidheiny (* 1947) | Stephan Schmidheiny (* 1947) | Stephan Schmidheiny (* 1947)    | Stephan Schmidheiny (* 1947)    |                                 |                                 | Alexander Schmidheiny (1951–1992) | Alexander Schmidheiny (1951–1992) | Alexander Schmidheiny (1951–1992) | Alexander Schmidheiny (1951–1992) | Alexander Schmidheiny (1951–1992) | Alexander Schmidheiny (1951–1992) |                                   |                                   |                                   |                                   |  |  |                         |                         |                         |                         |                         |                         |  |  |                    |                    |                    |                    |                    |                    |
|  |  |                        |                        |                        |                        |                        |                        |  |  |                              |                              |                              |                              | Adda Marietta Schmidheiny (* 1944) | Adda Marietta Schmidheiny (* 1944) | Adda Marietta Schmidheiny (* 1944) | Adda Marietta Schmidheiny (* 1944) | Adda Marietta Schmidheiny (* 1944) | Adda Marietta Schmidheiny (* 1944) |                                   |                                   | Thomas Schmidheiny (* 1945)       | Thomas Schmidheiny (* 1945)       | Thomas Schmidheiny (* 1945) | Thomas Schmidheiny (* 1945) | Thomas Schmidheiny (* 1945)      | Thomas Schmidheiny (* 1945)      |                                  |                                  | Stephan Schmidheiny (* 1947)     | Stephan Schmidheiny (* 1947)     | Stephan Schmidheiny (* 1947) | Stephan Schmidheiny (* 1947) | Stephan Schmidheiny (* 1947)    | Stephan Schmidheiny (* 1947)    |                                 |                                 | Alexander Schmidheiny (1951–1992) | Alexander Schmidheiny (1951–1992) | Alexander Schmidheiny (1951–1992) | Alexander Schmidheiny (1951–1992) | Alexander Schmidheiny (1951–1992) | Alexander Schmidheiny (1951–1992) |                                   |                                   |                                   |                                   |  |  |                         |                         |                         |                         |                         |                         |  |  |                    |                    |                    |                    |                    |                    |

  Anmerkung: Angaben basieren auf Referenz

## Stiftungen
- Alexander-Schmidheiny-Stiftung in Balgach, Stiftung, CHE-110.395.953 (EHRA-Id: 328353.)
c/o Sekretariat Schmidheiny, Schlossstrasse 211, 9435 Heerbrugg
Die Stiftung unterstützt und fördert im Gedenken an Alexander Schmidheiny auf kulturellem, sozialem oder ökologischem Gebiet tätige Personen und Institutionen sowie einzelne Anlässe, Initiativen oder Projekte in diesen Bereichen.
- Ernst Schmidheiny Stiftung in Holderbank (AG), Stiftung, CHE-107.533.114 (EHRA-Id: 291725.)
c/o Holderbank Management & Beratung AG, Gebäude Nr. 291, 5113 Holderbank
Förderung des Interesses und Verständnisses für wirtschaftliche Zusammenhänge, insbesondere bei der Jugend.
- Fondation Ernst et Lucie Schmidheiny in Genève, Stiftung, CHE-101.869.604 (EHRA-Id: 291726.)
Quai Ernest-Ansermet 30, 1205 Genève
contribuer d'une façon générale à l'essor de l'Université de Genève par le versement d'allocations aux fins ci-après; a). acquisition d'appareils scientifiques en vue d'améliorer l'équipement des cliniques et des laboratoires de recherches; b). lancement ou soutien d'actions et d'études spéciales organisées dans les différentes facultés; c). soutien d'études et de travaux entrepris par le corps professoral ou des étudiants méritants.
- Jakob Schmidheiny'scher Fonds zur Förderung der beruflichen Weiterbildung in Balgach, Stiftung, CHE-101.801.405 (EHRA-Id: 291729.)
c/o Polymeca AG, Heinrich-Wild-Strasse, 9435 Heerbrugg
Erleichterung der beruflichen Ausbildung und Förderung der Weiterbildung junger Leute beiderlei Geschlechts, die sich nach Charakter und Veranlagung hiefür eignen und deren Eltern finanziell nicht in der Lage sind, diese Kosten zu übernehmen oder für welche die Uebernahme dieser Kosten eine im Verhältnis zum Einkommen und Vermögen sehr grosse Belastung bedeuten würde. Der Zweck der Stiftung erstreckt sich auf alle Tätigkeitsgebiete und soll auch die akademische oder künstlerische Laufbahn in sich schliessen.
- Max Schmidheiny-Stiftung an der Universität St. Gallen in St. Gallen, Stiftung, +++, (CHE-101.953.771) (EHRA-Id: 398684.)
Dufourstrasse 83, 9000 St. Gallen
Förderung besonders wertvoller Bestrebungen zur Erhaltung und Weiterentwicklung der freiheitlichen Wirtschafts- und Gesellschaftsordnung, insbesondere Initiativen zur Sicherung der individuellen Freiheit, der Selbstverantwortung des einzelnen und der Gewährleistung sozialer Sicherheit.
- Max Schmidheiny-Stiftung zugunsten der Universität St. Gallen und ihrer Institute in St. Gallen, Stiftung, CHE-109.569.749 (EHRA-Id: 276269.)
c/o Universität St. Gallen, Dufourstrasse 50, 9000 St. Gallen
Schaffung eines Zentrums für Weiterbildungskurse der Universität St. Gallen und ihrer Institute sowie Bau von Gebäuden für Forschungszwecke. Die Stiftung kann ferner die Errichtung oder den Erwerb von weiteren der Universität dienenden und für ausschliesslich gemeinnützige Zwecke bestimmten Bauten und Anlagen erleichtern.
- Schmidheiny'sche Stiftung für Jugendarbeit und Gesundheitsfürsorge in Balgach, Stiftung, CHE-109.427.575 (EHRA-Id: 291731.)
Schlossstrasse 211, 9435 Heerbrugg
Unterstützen von Projekten, Anlässen, Einzelpersonen oder Institutionen im Bereich kultureller oder sozialer Jugendarbeit, Förderung von präventiver und kurativer Bekämpfung von Atemwegserkrankungen, sei es durch Unterstützung in diesem Bereich tätiger Fachorganisationen oder bedürftiger Einzelpersonen im Rheintal und im übrigen Gebiet der Ostschweiz.
- Stiftung Kunstsammlung Thomas Schmidheiny in Rapperswil-Jona, Stiftung, CHE-110.404.492 (EHRA-Id: 417506.)
c/o Thomas Schmidheiny, Zürcherstrasse 156, 8645 Jona
Die sich im Eigentum des Stifters befindliche Sammlung von Kunstwerken, insbesondere von Werken des Schweizer Malers Ferdinand Hodler, der interessierten Öffentlichkeit im In- und Ausland zur Verfügung zu stellen. Damit soll das Verständnis für die europäische Kunst im Allgemeinen und für die Werke Ferdinand Hodlers im Besonderen in der Öffentlichkeit gefördert werden. Sie wird die in der genannten Privatsammlung zusammengefassten Werke bewirtschaften, d. h. alle Aufwendungen finanzieren, die mit dem Unterhalt, der fachmännischen Betreuung und Pflege dieser Werke, der Vorbereitung und Durchführung von Ausstellungen, dem Erstellen von Katalogen und Veröffentlichungen etc. zusammenhängen. Sie kann den An- und Verkauf von Werken Ferdinand Hodlers sowie anderen Kunstwerken tätigen. Sie wird die wissenschaftliche Forschung über die europäische Kunst des 19. und 20. Jahrhunderts, insbesondere das Leben und Werk Ferdinand Hodlers, unterstützen und alle Massnahmen fördern, die dazu beitragen, das Verständnis hiefür auf nationaler Ebene und im internationalen Umfeld zu vertiefen.

Quelle: Eidgenössisches Amt für das Handelsregister